# John Wick: Chapter 2
John Wick: Chapter 2 er en amerikansk neo-noir action-thriller film fra 2017 instrueret af Chad Stahelski og skrevet af Derek Kolstad. Filmen er en efterfølger til John Wick (2014) og anden film i John Wick-serien. Den har Keanu Reeves i rollen som titelkarakteren, samt Common, Laurence Fishburne, Riccardo Scamarcio, Ruby Rose, Lance Reddick, Peter Stormare, Bridget Moynahan, Franco Nero, John Leguizamo og Ian McShane. I filmen bliver den pensionerede lejemorder John Wick tvunget tilbage i aktiv sit gamle liv for at udføre en blod-ed for Santino D'Antonio (Scamarcio).
Efter forgængerens fortalte Stahelski og den første films ukrediterede med instruktør David Leitch at arbejdet på en efterfølger var begyndt i februar 2015. Senere samme måned bekræftede Jon Feltheimer planerne om rettighederne til John Wick for at skabe en filmserie, og annoncerede at Kolstad som manuskriptforfatter på efterfølgeren. Optagelserne begyndte i oktober 2015 og varede indtil begyndelsen af det efterfølgende år, og foregik i Montreal, New Jersey, New York City og Rom.
John Wick: Chapter 2 havde premiere i Arclight Hollywood i Los Angeles 30. januar 2017, og den blev udgivet i USA 10. februar af Lionsgate. Filmen modtog gode anmeldelser og blev rost for sine actionsekvenser, instruktion, redigering, visuelle stil og de medvirkendes præstationer (særligt Reeves). Den indspillede for $174,3 mio. på verdensplan, og blev den på dette tidspunkt bedst indtjenende film i serien. Efterfølgeren, John Wick: Chapter 3 – Parabellum, blev udgivet i maj 2019.

## Medvirkende
- Keanu Reeves som John Wick, en pensioneret lejemorder, var nødt til at træde tilbage i kriminelle underverden for at hævne sin hund og tyveriet af sin bil, og som nu bliver tvunget tilbage igen for at fuldføre en blod-ed.
- Common som Cassian, Giannas bodyguard[3]
- Laurence Fishburne som "The Bowery King", en kriminel bagmand fra New York[4]
- Riccardo Scamarcio som Santino D'Antonio, en italiensk Camorra-boss, der tvinger Wick til at udføre et lejemord[5]
- Ruby Rose som Ares, lejemorder og Santinos stumme sikkerhedsansvarlige[5]
- Lance Reddick som Charon, concierge på the Continental Hotel in New York[5]
- Peter Stormare[6] som Abram Tarasov, Viggo's brother, Iosef's uncle and a deskbound Russian gangster
- Bridget Moynahan som Helen Wick, Johns afdøde hustru[5]
- Franco Nero som Julius, the owner and manager of the Continental Hotel i Rom
- John Leguizamo som Aurelio, ejer af et high-end motorcykelværksted[5]
- Ian McShane som Winston Scott, ejer af The Continental Hotel i New York, en vigtig person i underverden[7]
- Claudia Gerini som Gianna D'Antonio, Santinos søster
- Wass Stevens som Consiglieri
- Peter Serafinowicz som the Sommelier, våbenleverandøren på The Continental Hotel
- Luca Mosca som an italiensk skrædder der er ansvarlig for mode og udrustning på the Continental Hotel
- Youma Diakite som Lucia, the concierge of Continental Hotel in Rome
- Tobias Segal som Earl, the Bowery King's "hjemløs" kriminel
- Thomas Sadoski som Jimmy, en politibetjent, der er John Wicks ven
- Chukwudi Iwuji som Mr. Akoni, der har gæld til eller er en del af High Table
- Yamamotoyama Ryūta som Rajah
- Erik Frandsen som The Numismatic